# Anatrytone
Anatrytone là một chi bướm ngày thuộc họ Bướm nâu.

## Các loài
Theo Tree of Life Web Project:
Nhóm logan
- Anatrytone logan (Edwards, 1863)
- Anatrytone mazai (Freeman, 1969)
- Anatrytone barbara (Williams & Bell, 1931)
- Anatrytone flavens (Hayward, 1940)

Nhóm mella
- Anatrytone mella (Godman, [1900])
- Anatrytone sarah Burns, 1994
- Anatrytone potosiensis (Freeman, 1969)
- Anatrytone perfida (Möschler, 1879)